# Hussein Ngulungu
Hussein Ngulungu (né à l'époque au Tanganyika et aujourd'hui Tanzanie à une date inconnue) est un joueur de football international tanzanien, qui évoluait au poste de milieu de terrain.

## Biographie

### Carrière en sélection
Il participe avec l'équipe de Tanzanie à la Coupe d'Afrique des nations de 1980 organisée au Nigeria. Lors de cette compétition, il joue deux matchs, contre le Nigeria et l'Égypte.